# Mr. Santa Claus
Mr. Santa Claus è un cortometraggio muto del 1914 diretto da George Ridgwell.

## Produzione
Il film fu prodotto dalla Vitagraph Company of America.

## Distribuzione
Distribuito dalla General Film Company il film, un cortometraggio in due bobine, uscì nelle sale cinematografiche statunitensi il 19 dicembre 1914.